# تكوين العضلات

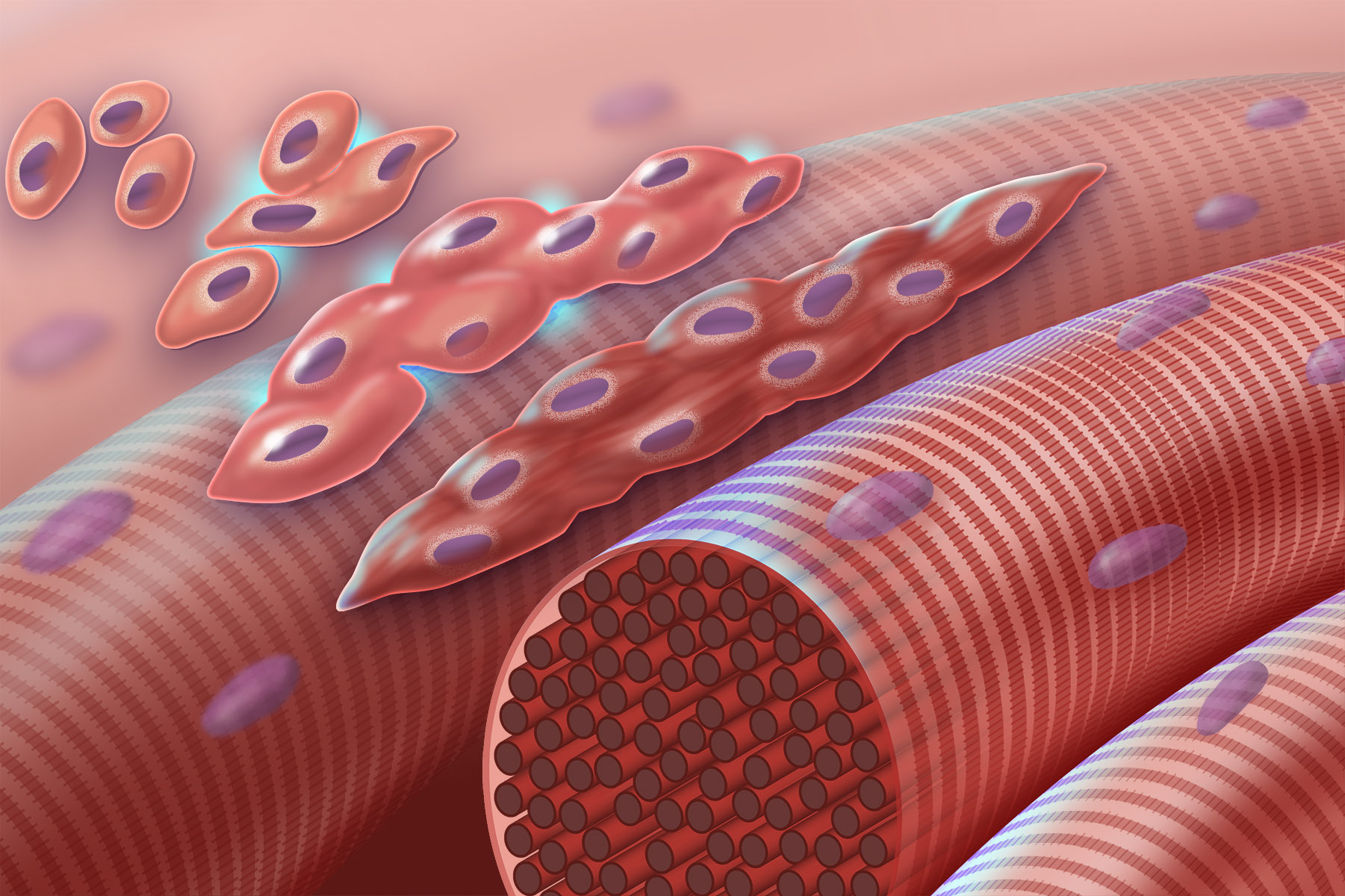

تكوين العضلات هو تكون الأنسجة العضلية، وخاصة في أثناء مرحلة التخلق المضغي (الجنيني).
تتشكل الألياف العضلية بشكل عام من خلال اندماج الخلايا العضلية مع ألياف متعددة النواة تُسمى النبيبات العضلية. يمكن للأرومات العضلية أن تتكاثر أو أن تتمايز إلى نبيبات عضلية خلال التطور المبكر للجنين. ما يتحكم في هذا الاختيار في الجسم الحي غير واضح بشكل عام. إذا وُضعت تلك الأرومات العضلية في مزرعة خلايا، فسوف تتكاثر معظمها في حال وجود عامل نمو الأرومة الليفية (إف جي إف) أو عامل نمو آخر بشكل كافٍ في الوسط المحيط بالخلايا. عندما ينفد عامل النمو، يتوقف الانقسام العضلي ويخضع لتمايز نهائي في الأنابيب العضلية. يحدث التمايز العضلي على مراحل. تتضمن المرحلة الأولى الخروج من دورة الخلية وبدء التعبير عن جينات معينة.
تتضمن المرحلة الثانية من التمايز ارتصاف الأرومات العضلية بعضها مع بعض. أظهرت الدراسات أنه حتى الأرومات العضلية للجرذان والفئران يمكنها التعرف والارتصاف بعضها مع بعض، ما يشير إلى الحفظ التطوري للآليات المعنية.
تتضمن المرحلة الثالثة اندماج الخلية الفعلي نفسه. يُعد وجود أيونات الكالسيوم في هذه المرحلة أمرًا بالغ الأهمية. عند الفئران، تساعد مجموعة من بروتينات معدنية تُسمى ميلترينز ومجموعة متنوعة من البروتينات الأخرى التي ما تزال قيد الدراسة على الاندماج. ينطوي الاندماج على توظيف الأكتين في غشاء البلازما، يليه التقريب الدقيق وإنشاء مسام تتسع بسرعة بعد ذلك.
تخضع الجينات الجديدة ومنتجات البروتين المعبر عنها أثناء العملية لفحص نشط في العديد من المختبرات. وتشتمل على:
1. العوامل المعززة للخلية العضلية (MEFs)، التي تعزز تكوين العضل.
2. يلعب عامل استجابة المصل (SRF) دورًا هامًا في أثناء تكون العضلة، وهو مطلوب من أجل التعبير عن جينات الألفا أكتين المخطط.[2] وهو يُنظم التعبير عن هيكل الألفا أكتين بواسطة مستقبلات الإندروجين؛ ومن ثم يمكن للستيرويدات تنظيم تكون العضل.[3]
3. العوامل المنظمة لتكوين العضل (MRFs): MyoD، وMyf5، وMyf6، والميوجينين Myogenin.

## نظرة عامة
هناك عدد من المراحل (المدرجة أدناه) لتطور العضلات أو تكونها. تمتلك كل مرحلة العديد من العوامل الجينية المرتبطة بها، ويؤدي نقصها إلى عيوب عضلية.

### المراحل
| المرحلة                | العوامل الجينية المرتبطة                    |
| التطبق                 | PAX3, c-Met                                 |
| الهجرة                 | c-met/HGF, LBX1                             |
| التكاثر                | PAX3, c-Met, Mox2, MSX1, Six1/4, Myf5, MyoD |
| التعيين                | Myf5 and MyoD                               |
| التمايز                | Myogenin, MCF2, Six1/4, MyoD, Myf6          |
| تشكل العضلات بشكل محدد | Lbx1, Meox2                                 |
| الخلايا الساتلة        | PAX7                                        |

### التطبق
العوامل الجينية المرتبطة: PAX3 وc-Met
قد تتسبب الطفرات في PAX3 بفشل تعبير c-Met. قد تؤدي مثل هذه الطفرات إلى نقص الهجرة الجانبية.
يتوسط PAX3 نسخ c-Met وهو مسؤول عن تنشيط تعبير MyoD؛ يُعد تعزيز القدرة التجددية للخلايا الساتلة إحدى وظائف MyoD (الموصوفة أدناه).
يجري التعبير عن PAX3 بشكل عام بأعلى مستوياته في أثناء التطور الجنيني ثم يصبح بدرجة أقل خلال المراحل الجنينية؛ يُعبَّر عنه أيضًا في الخلايا تحت المحور وخلايا البضعة الجلدية العضلية المهاجرة، ولكن لا يُعبَّر عنه إطلاقًا في أثناء تطور عضلات الوجه. قد تسبب الطفرات في Pax3 مجموعة متنوعة من المضاعفات بما في ذلك متلازمة واردينبيرغ 1 و3 وأيضًا متلازمة اليد-الصمم-القحفية الوجهية. غالبًا ما ترتبط متلازمة واردينبيرغ باضطرابات خلقية تصيب السبيل المعوي والعمود الفقري، مثل ارتفاع الكتف، من بين أعراض أخرى. لكل مرحلة عوامل جينية مرتبطة بها وستحدث بغيابها عيوب في العضلات.

### الهجرة
العوامل الجينية المرتبطة: c-Met/HGF وLBX1
تتسبب الطفرات في هذه العوامل الجينية بنقص الهجرة.
العامل LBX1 هو المسؤول عن تطوير العضلات وتنظيمها في الجزء الأمامي من الظهر وأيضًا حركة عضلات الظهر في الطرف بعد مرحلة التطبق. بغياب LBX1، ستفشل عضلات الأطراف في التكون بشكل صحيح؛ أظهرت الدراسات تأثر عضلات الطرف الخلفي بشدة بهذا الغياب بينما تتشكل العضلات العاطفة فقط في عضلات الطرف الأمامي نتيجة هجرة العضلات البطنية.
c-Met هو مستقبل كيناز التيروزين مطلوب من أجل بقاء الأرومات العضلية المهاجرة وتكاثرها. يعوق نقص c-Met تكون العضل الثانوي، ويمنع تكون الجهاز العضلي للأطراف–كما هو الحال مع LBX1–. من الواضح أن c-Met يلعب دورًا مهمًا في التطبق بالإضافة إلى الهجرة. الـPAX3 ضروري من أجل نسخ c-Met.

### التكاثر
العوامل الجينية المرتبطة: PAX3، وc-Met، وMox2، وMSX1، وSix، وMyf5، وMyoD
يلعب Mox2 (يُشار إليه أيضًا باسم MEOX-2) دورًا هامًا في تحريض الأديم المتوسط والتمايز الناحي. يمنع اختلال وظيفة Mox2 تكاثر السلائف العضلية ويتسبب بتشكل غير طبيعي لعضلات الأطراف. على وجه التحديد، أظهرت الدراسات نقصًا شديدًا في حجم عضلات الطرف الخلفي في حين لم تتشكل عضلات الطرف الأمامي.
إن Myf5 مطلوب من أجل تكاثر الأرومة العضلية الملائم. أوضحت الدراسات إمكانية تأخر تطور عضلات الفئران في المناطق الوربية وجانب الشوك عند تعطيل Myf-5. يُعد Myf5 أبكر جين عامل تنظيمي معبر عنه في تكون العضلات. إذا عُطل Myf-5 وMyoD، سيحدث غياب كامل للعضلة الهيكلية. تكشف هذه العواقب أيضًا تعقيد تكون العضل وأهمية كل عامل جيني في تطور العضلات السليم.